# X-Ray (album)
X-Ray est un album de musique d'Ozzy Osbourne et Steve Vai qui n'est jamais sorti en CD.
Les pistes ont été enregistrées dans le home studio de Steve Vai en 1993.

## Liste des chansons
- Can’t Get Up
- Fallin’ Up
- Rasputin
- Mothers Crying
- Because Of You
- Mad World
- Good To Be Bad
- Still Crazy
- Life Goes On
- Can’t Quit Now
- Too Far Gone